# Mastrus longulus
Mastrus longulus là một loài tò vò trong họ Ichneumonidae.